# 히가시무로군

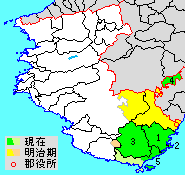
히가시무로 군의 위치

히가시무로군(일본어: 東牟婁郡, ひがしむろぐん)은 일본 와카야마현에 있는 군이다.
인구 31,319명, 면적 667.22km², 인구밀도 46.9명/km².(2025년 3월 1일, 추계인구)
이하 4정 1촌으로 구성된다.
- 고자가와정(古座川町)
- 구시모토정(串本町)
- 다이지정(太地町)
- 나치카쓰우라정(那智勝浦町)
- 기타야마촌(北山村)

## 역사
- 2005년 4월 1일 - 니시무로군 구시모토 정이 히가시무로 군 고자 정과 합병해 히가시무로 군 고자 정이 되었다.
- 2005년 5월 1일 - 혼구 정이 다나베시에 편입되었다.
- 2005년 10월 1일 - 구마노가와 정이 신구시에 편입되었다.